# Schweinfurt
Schweinfurt é uma cidade da Alemanha localizada na região administrativa da Baixa Francónia, estado da Baviera.
Schweinfurt é uma cidade independente (Kreisfreie Städte) ou distrito urbano (Stadtkreis), ou seja, possui estatuto de distrito (kreis).